# Årjäng

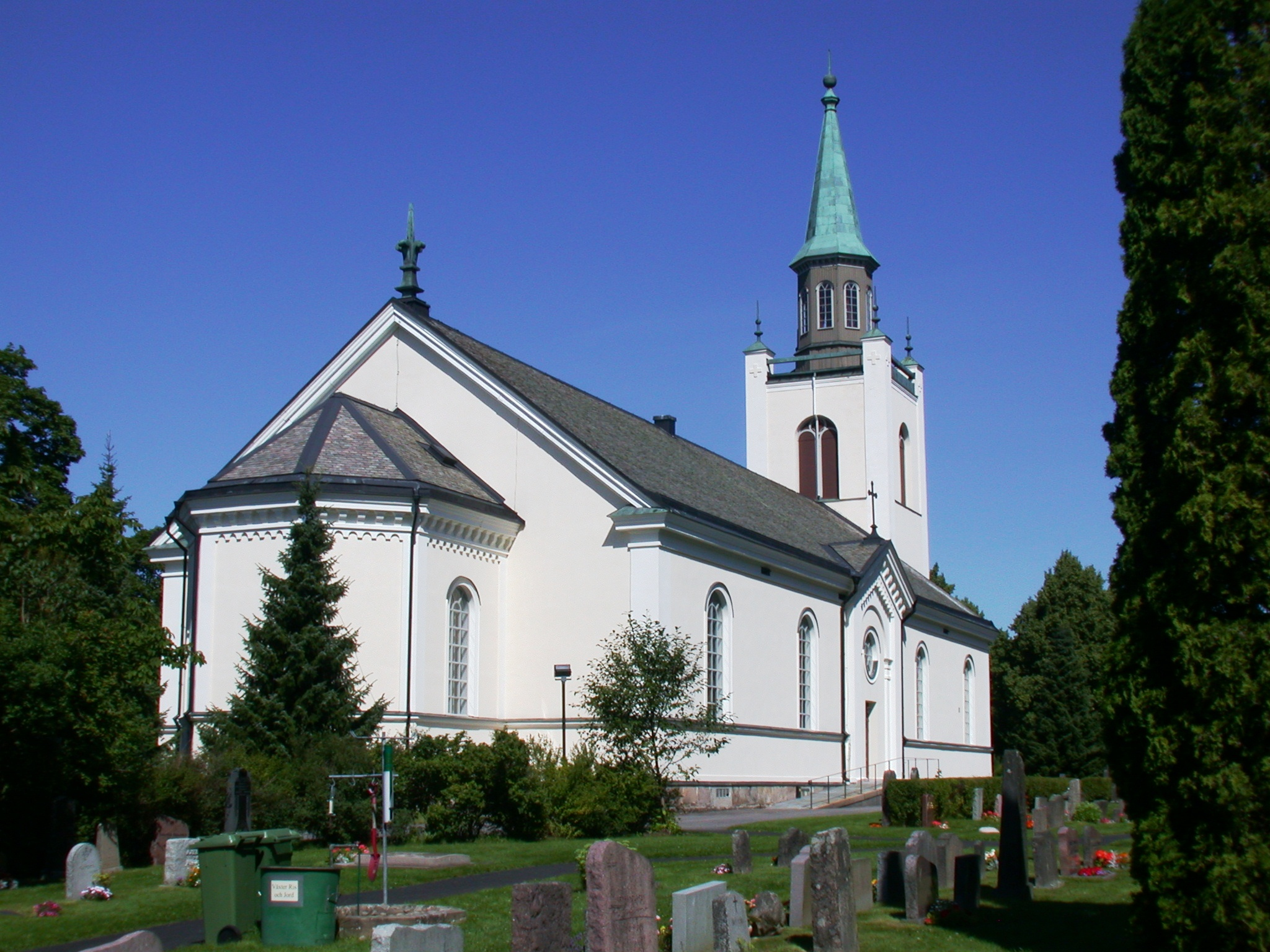
Kościół luterański w Årjäng, wzniesiony w latach 1858-59.

Årjäng – miejscowość w środkowej Szwecji, w gminie Årjäng, położone nad północnym krańcem jeziora Västra Silen. W 2017 roku miasto liczyło 3433 mieszkańców.
Leży przy drodze europejskiej E18, w linii prostej 20 km od granicy z Norwegią.
W mieście znajduje się Nordic Trotting Museum, którego głównym tematem wystawy są konie i historia wyścigów konnych.